# Sainte-Reine, Haute-Saône
Sainte-Reine là một xã ở tỉnh Haute-Saône trong vùng Bourgogne-Franche-Comté phía đông nước Pháp.